# 酒窖灣 (加利福尼亞州)
酒窖灣（英語：Bodega Bay）是位於美國加利福尼亞州索諾馬縣的一個人口普查指定地區。

## 地理
酒窖灣的座標為38°19′28″N 123°02′19″W / 38.32444°N 123.03861°W，而該地最高點為海拔高度17米（即56英尺）。

## 人口
根據2010年美國人口普查的數據，酒窖灣的面積為32.44平方千米，當中陸地面積為21.62平方千米，而水域面積為0.82平方千米。當地共有人口1077人，而人口密度為每平方千米33人。